# St. Columban (Friedrichshafen)

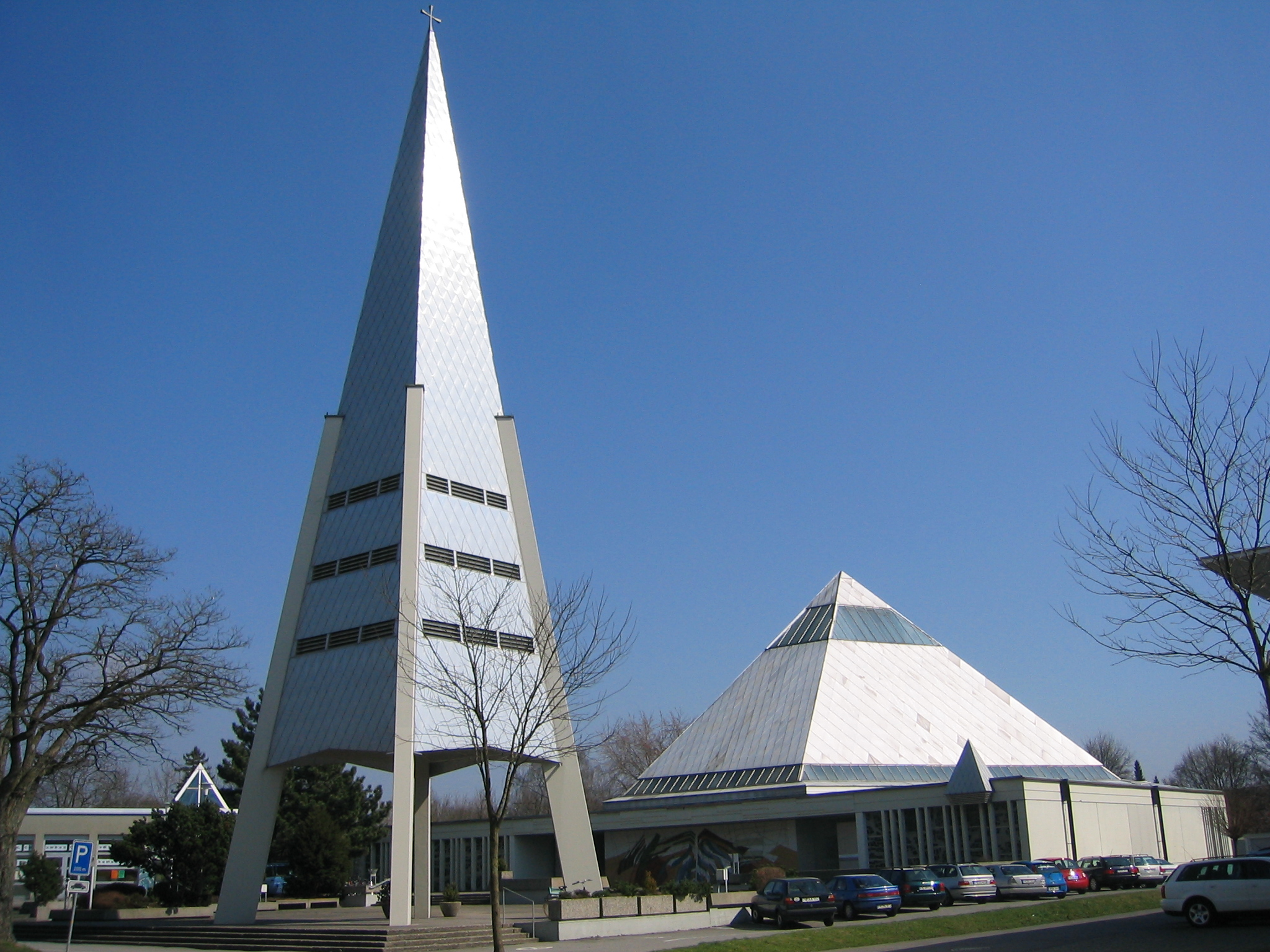
St. Columban

Die katholische Kirche St. Columban steht in der Paulinenstraße 100 der Stadt Friedrichshafen, das Pfarrbüro in der Paulinenstraße 98/1.

## Geschichte
Das weitere Bevölkerungswachstum in der Nachkriegszeit in den Gebieten St. Georgen, Kitzenwiese und Schreienesch von Friedrichshafen machte den Bau eines zusätzlichen Pfarrzentrums notwendig. Daher wurde ein Gebiet östlich von St. Petrus Canisius abgetrennt und nach einer Ausschreibung vom 22. Februar 1962, die der ortsansässige Hanns Schlichte gewann, der Kirchbau am 1. August 1965 mit der Grundsteinlegung begonnen. Die Kirche wurde am 10. Dezember 1966 durch den Bischof Pietro Zuccarino von Bobbio zusammen mit Carl Joseph Leiprecht und Wilhelm Sedlmeier dem heiligen Columban von Luxeuil geweiht. Am 1. Oktober 1968 wurde die Kirche zur eigenen Pfarrei erhoben.
In den Jahren 1994 und 1995 wurde der Kirchturm erbaut und mit einem Glockengeläut aus fünf Glocken mit der Schlagtonfolge c' – e' – g' – a' – c" versehen, welche sich in einem traditionell gefertigten Glockenstuhl aus Holz befinden. Die Turmweihe durch Robert Steeb erfolgte am 16. Oktober 1995.

## Kirchenbau und Ausstattung

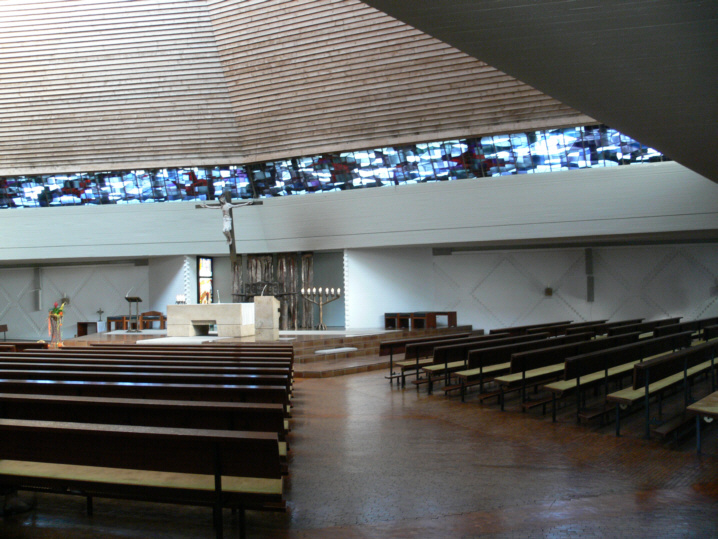
Innenansicht

Die Kirche hat einen rechteckigen Grundriss und ist mit einem pyramidenförmigen, oben verglasten Dach versehen, das an ein Zelt erinnert. Der später errichtete Kirchturm spiegelt die Architektur der Kirche wider.
Durch die schlichte Ausstattung kommen die künstlerisch gearbeiteten Kirchenfenster, gestaltet von Diether F. Domes aus dem Jahr 1985 besonders zur Geltung. Die Kirche wurde nach den damals neuen Richtlinien des Zweiten Vatikanischen Konzils ausgerichtet. Eine seitliche schräge Anreihung der Kirchenbänke macht es den Gottesdienstteilnehmern möglich, sich nahe um den Altar zu versammeln. Auffällig ist der Tabernakel von Wendelin Matt (Trossingen) aus dem Jahr 1984, der der Form der Bundeslade nachempfunden ist.

## Orgel
Am 3. April 1977 wurde die neu erbaute Orgel mit Schleifladen von Winfried Albiez eingeweiht. Bis zur Errichtung der Orgeln in St. Nikolaus und St. Canisius war diese Orgel die repräsentativste Konzertorgel in Friedrichshafen. Sie hat folgende Disposition:
| I Hauptwerk C–g3 |                    |       |
| 1.               | Pommer             | 16′   |
| 2.               | Praestant          | 8′    |
| 3.               | Rohrgedeckt        | 8′    |
| 4.               | Octav              | 4′    |
| 5.               | Blockflöte         | 4′    |
| 6.               | Superoctav         | 2′    |
| 7.               | Cornet II          | 2 ⁄3′ |
| 8.               | Mixtur V           | 1 ⁄3′ |
| 9.               | Spanische Trompete | 8′    |

| II Positiv C–g3 |              |        |
| 10.             | Holzgedeckt  | 8′     |
| 11.             | Koppelflöte  | 4′     |
| 12.             | Prinzipal    | 2′     |
| 13.             | Quinte       | 1 ⁄3′  |
| 14.             | Terz         | 1 3⁄5′ |
| 15.             | Cymbel III   | 2⁄3′   |
| 16.             | Regal        | 8′     |
|                 | Tremulant    |        |
|                 | Glockenspiel |        |

| III Schwellwerk C–g3 |                  |        |
| 17.                  | Bleigedeckt      | 8′     |
| 18.                  | Spitzgamba       | 8′     |
| 19.                  | Rohrflöte        | 4′     |
| 20.                  | Principal        | 4′     |
| 21.                  | Nasard           | 2 ⁄3′  |
| 22.                  | Waldflöte        | 2′     |
| 23.                  | Terz             | 1 3⁄5′ |
| 24.                  | Sifflöte         | 1′     |
| 25.                  | Scharff V        | 1′     |
| 26.                  | Oboe             | 8′     |
| 27.                  | Trichterschalmei | 4′     |
|                      | Tremulant        |        |

| Pedal C–f1 |              |         |
| 28.        | Subbaß       | 16′     |
| 29.        | Octav        | 8′      |
| 30.        | Gedackt      | 8′      |
| 31.        | Baßflöte     | 4′      |
| 32.        | Choralbaß    | 4′ + 2′ |
| 33.        | Rauschbaß IV | 2 ⁄3′   |
| 34.        | Posaune      | 16′     |
| 35.        | Trompete     | 16′     |

- Koppeln: II/I, III/I, III/II, I/P, II/P, III/P
- Spielhilfen: 4 freie mechanische Kombinationen, Crescendotritt, Schwelltritt, Tuttiknopf, Zungen ab